# FloFilz
FloFilz (* 1991, eigentlich Florian Meier) ist ein deutscher Hip-Hop-Produzent und Violinist aus Berlin, der vor allem für seine Alben auf dem Label Melting Pot Music bekannt ist.

## Biografie
FloFilz wuchs in Bochum und Belgien als Sohn zweier Berufsmusiker auf und begann früh mit dem Violinspiel. Nach dem erfolgreichen Abschluss seines Musikstudiums in Aachen verlagerte er ab 2012 seinen Fokus auf die Produktion von Beats. Erste Aufmerksamkeit erlangte er über SoundCloud, insbesondere mit dem Track „Gitdown“ 2014.
Seine Musik ist stark von Jazz-Samples und klassischen Boom-Bap-Strukturen geprägt. Seit seiner Debüt-LP Metronom (2014) veröffentlicht er auf dem Label Melting Pot Music. Kollaborationen mit Künstlern wie Alfa Mist, Barney Artist oder Biig Piig erscheinen auf späteren Alben wie Transit (2019).
FloFilz kombiniert sein klassisches Musikverständnis mit einem minimalistischen Produktionsstil. Trotz wachsender Popularität von Lo-Fi- und Chillhop bleibt er seinem organischen, jazzbasierten Klang treu und entwickelt diesen stetig weiter – oft inspiriert durch Reisen und persönliche Eindrücke.
2022 veröffentlichte FloFilz sein viertes Album Close Distance ebenfalls beim Kölner Label Melting Pot Music. Das Werk kombiniert Einflüsse aus Hip-Hop, zeitgenössischem Jazz, R&B und Rap. Zu den Mitwirkenden gehören unter anderem Blue Lab Beats, Jerome Thomas, KeepVibesNear, Summers Sons, C. Tappin, Dal und Hunter Rose.

## Diskografie

### Alben
- Bokoya, FloFilz – Yurika (2023, Melting Pot Music)
- Close Distance (2022, Melting Pot Music)
- Transit (2019, Melting Pot Music)
- Re:verse (2017, Newtold)
- Cenário (2016, Melting Pot Music)
- Speakthru (2015, Jakarta Records)
- Metronom (2015, Melting Pot Music)
- Duplex (2013, Radio Juicy), B-Seite von Pawcut

### EPs
- Dim Down (2025, Melting Pot Music), mit Kofi Stone, Raelle, Jerome Thomas, Kojey Radical und Matt Wilde
- Handful (2024, Casual Low Grind)
- Karru (2020, Sichtexot)

### Singles (Auswahl)
- The Lobby (2024, Akai47 Records), mit 12Vince auf 12Vince – Motel12
- Meteora (2023, earsight), auf Beats On Boat Vol. 2
- Oyster (2021, Melting Pot Music), mit Lesky auf Lesky – Meraki
- Ivebeentryin’ (2021, Okocha Records), auf Jazzenatico
- One 4 Winter (2020, Schallplatten Firma Rec.), auf Robert Winter – (Prod. By)
- Uferlos (2020, earsight), auf Beats On Boat Vol. 1
- Beyond The Sea Of Trees (2019, Jakarta Records), mit Freddie Joachim auf dessen gleichnamigen Album
- 3rd Avenue (2019, Radio Juicy), mit Hubert Daviz auf Fear And Loathing In Beats
- Leave A Froze (2019, Vinyl Digital), mit Wun Two auf dessen Album Snow Vol. 3 & 4
- Gelbstich (2018, earsight), auf Beats On Road Vol. 1
- Snow Blind (2017, Radio Juicy), mit Joe Corfield auf dessen Album Phaseshift
- Nuvem (2016, Juice Magazin), auf Juice CD No. 135
- This (2015, Vinyl Digital), mit Wun Two auf dessen Album Snow Vol. 2

### Remixe (Auswahl)
- Jazzbois – Narctis (FloFilz Remix) (2020, Blunt Shelter Records) auf Jazzbois Got Flipped
- Hubert Daviz – Pe Vale (A Doua Parte) (FloFilz Remix) (2015, Melting Pot Music), auf Hubert Daviz – Proceduri De Rutina (5th Anniversary Edition)

## Diskografie als Produzent

### Alben
- Slowy, FloFilz, 12Vince – Dialog (2015, HHV)

### EPs
- Eloquent & FloFilz – Love Love (2013, Sichtexot)
- Slowy, FloFilz & 12Vince – Brief Und Siegel (2013, RecordJet)

### Singles (Auswahl)
- Kofi Stone – A Beautiful Tragedy (2020, Tru Community) auf Kofi Stone – Nobody Cares Till Everybody Does
- Dennis Da Menace – Gravitative Wechselwirkung (2020, HHV), auf dem gleichnamigen Album
- Verb T & Pitch 92 – Limitless Progression (2019, High Focus Records), auf Verb T & Pitch 92 – A Question Of Time
- Retrogott & Sonne Ra – Jazzbegriff (2018, Entbs), auf Retrogott & Sonne Ra – Sonnengott
- Joe Space & Scarf Face – Nollylude (2015, Vinyl Digital) auf Joe Space & Scarf Face – Nollywood

### Remixe (Auswahl)
- MF Doom – Coco Mango (FloFilz Remix) (2020, Redefinition Records)
- Dee Tree – Underground Encounter (FloFilz Remix) (2020, Omena), auf Dee Tree – Remixes
- J.Lamotta – Turning (FloFilz Remix) (2019, Jakarta Records), auf J.Lamotta – Dubplates From Jakarta #17 (Suzume Remixed)
- Shatter Hands feat. Nanna B. – Better or Worse (FloFilz Remix) (2019, Urban Waves Records), auf Shatter Hands – Block And Tackle (Revisited)
- Summer Sons – 079 (FloFilz Remix) (2018, Melting Pot Music), auf Summers Sons – Undertones
- Ghostnaut feat. Raw Collective, Jinz Moss & Mr. J. Medeiros – Must Be Love (Flofilz Remix) (2018, Mellow Orange Music), auf Ghostnaut Feat. Raw Collective – From Montreal To Welly
- Tom Misch & Laura Misch – Follow (FloFilz Remix) (2017, Jakarta Records)[9]
- Ghostnaut & Dualib – Raindrops (FloFilz Remix) (2017, Mellow Orange Music), auf Ghostnaut & Dualib – Sideways
- Relaén – Twines (FloFilz Rework) (2016, Wadada Records), auf Relaén – Twines
- The Mouse Outfit feat. Sparkz – Blaze It Up (FloFilz Remix) (2016, TMO Records), auf The Mouse Outfit – Remixed
- Erykah Badu – Honey (FloFilz & Pawcut Remix) (2014, Gingerbread Records)